# 韦尔塔德尔马尔克萨多
韦尔塔德尔马尔克萨多，是西班牙卡斯蒂利亚-拉曼恰昆卡省的一个市镇。总面积36平方公里，总人口243人（2001年），人口密度7人/平方公里。